# The Browser Company
The Browser Company (также известная как The Browser Company of New York) – технологический стартап, основанный Джошем Миллером и Хёршем Агравалом в 2019 году в Нью-Йорке. Основным продуктом компании является бесплатный браузер Arc, разработанный с целью повышения производительности и персонализации пользователей. Компания также работает и над другим проектом, браузером Dia с исскуственным интеллектом, который сейчас находится в стадии альфа-тестирования. Сотрудники ранее работали в Medium, Tesla, Instagram, Google.

## История
Компания была основана 23 августа 2019 года Джошем Миллером и Хёршем Агравалом. Миллер покинул свою должность в Thrive Capital, чтобы полностью посвятить себя новому проекту.

### Финансирование
С момента создания The Browser Company удалось привлечь в общей сложности 128 миллионов долларов: 5 миллионов в 2020 году и более 17 миллионов от инвесторов, включающих Instagram, Stripe, Twitter, Zoom, Figma и LinkendIn.

## Продукты
Основным продуктом The Browser Company является веб-браузер Arc Search, основанный на Chromium с открытым исходным кодом и доступен на iOS, MacOS, Android, Windows.
Arc разработан как «операционная система для Интернета», особенностями являются вертикальная боковая панель, ИИ суммаризация поиска и гибкая настройка интерфейса. Он написан на Swift.
В настоящее время идёт разработка веб-браузера Dia, который, как отмечает Миллер, «это не ответ на провал Arc».